# Hands (オーイシマサヨシの曲)
「Hands」（ハンズ）は、オーイシマサヨシの楽曲。3枚目のシングルとして2018年7月18日にポニーキャニオンより発売された。

## 概要
前作「オトモダチフイルム」から2ヶ月ぶりのリリース。オーイシマサヨシ名義では初となる、自身が制作に関わらない楽曲でもある。
表題曲は特撮テレビドラマ『ウルトラマンR/B』のオープニングテーマとして起用された。また、第17話「みんなが友だち」では別アレンジバージョンが放送された。オーイシ本人もこの回のためにボーカルを録り直したとのことだが、こちらは現在まで音源化はされていない。

## 収録曲
作詞：園田健太郎 / 作曲：園田健太郎、伊藤翼 / 編曲：伊藤翼、園田健太郎
1. Hands [3:49]
2. ウルトラSing!! [3:57]
3. Hands [Instrumental] [3:49]
4. ウルトラSing!! [Instrumental] [3:56]

## タイアップ
Hands
特撮テレビドラマ『ウルトラマンR/B』オープニングテーマ